# アルトゥル・ザイス＝インクヴァルト
アルトゥル・ザイス＝インクヴァルト（Arthur Seyß-Inquart、1892年7月22日 - 1946年10月16日）は、オーストリア及びドイツ国の政治家、法曹。
1938年にクルト・シュシュニック政権で内務大臣に任命された後、アンシュルスまでの短期間においてオーストリア首相を務めた。
第二次世界大戦中にポーランド総督府副総督、オランダ国家弁務官を歴任。
戦後、ニュルンベルク裁判で絞首刑の判決を受け、刑死した。

## 略歴

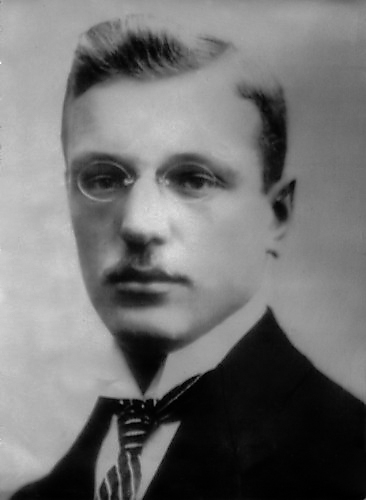
1925年のザイス・インクヴァルト

### 前半生
ザイス＝インクヴァルトは、1892年7月22日に当時オーストリア＝ハンガリー帝国領だったメーレン地方のシュタンネルン(Stannern)（現チェコのストナジョフ)）に中学校教師の息子として生まれた。はじめはアルトゥル・ツァイティッヒ(Arthur Zajtich)という名前だったが、後に姓をザイス＝インクヴァルトに変えた。
1907年に一家でウィーンに移住。法律を学んでいたが、第一次世界大戦の勃発で1914年8月にオーストリア陸軍のチロル猟兵連隊(Tyroler Kaiserjäger)に入隊した。主に東部戦線とイタリア方面で従軍した。1917年に重傷を負ったため、終戦時には復員していた。
復員後はウィーン大学などで法律を学び、法学博士号を取得して弁護士となった。弁護士としての腕は一流であったが、彼はしばしば「演説ではなく沈黙によって裁判に勝ってきた」と陰口された。1927年には落命しかねなかった山岳事故を起こした。以降、片膝が曲がりにくくなり、歩行が不自由になった。

### オーストリア内相就任まで
ザイス＝インクヴァルトは1931年にオーストリア・ナチ党に入党し、その後ナチスが勢力を増し、1933年にドイツの政権党となった後にドイツとオーストリアの合併を主張した。
1936年7月11日に、ドイツの駐オーストリア公使フランツ・フォン・パーペンの仲介で、ドイツ総統アドルフ・ヒトラーとオーストリア首相クルト・シュシュニックの間に協定が結ばれたが、これには秘密協定が付属していた。「ヒトラーがオーストリアに内政干渉するのをやめる代わりにオーストリア・ナチスの穏健派をオーストリア政府の中に受け入れる」という内容だった。
ザイス＝インクヴァルトはオーストリア＝ナチ党の中でも穏健派とされるグループのリーダーであり、非合法活動を拒否していた。政府が自分達との協議に応じないのであれば暴力的な非合法活動を辞さないという下オーストリア大管区指導者ヨーゼフ・レオポルト一派と対立していた。シュシュニックもレオポルトよりザイス＝インクヴァルトとの協議を好んだ。
1937年5月にシュシュニックはザイス＝インクヴァルトをオーストリア政府参事官に任じた。さらに1938年2月12日にドイツ・バイエルン州ベルヒテスガーデンでヒトラーとシュシュニックの会談が行われた。ここでザイス＝インクヴァルトの内相就任が約定された。シュシュニックは2月16日にザイス＝インクヴァルトを内務大臣に任命した。

### アンシュルス（オーストリア併合）

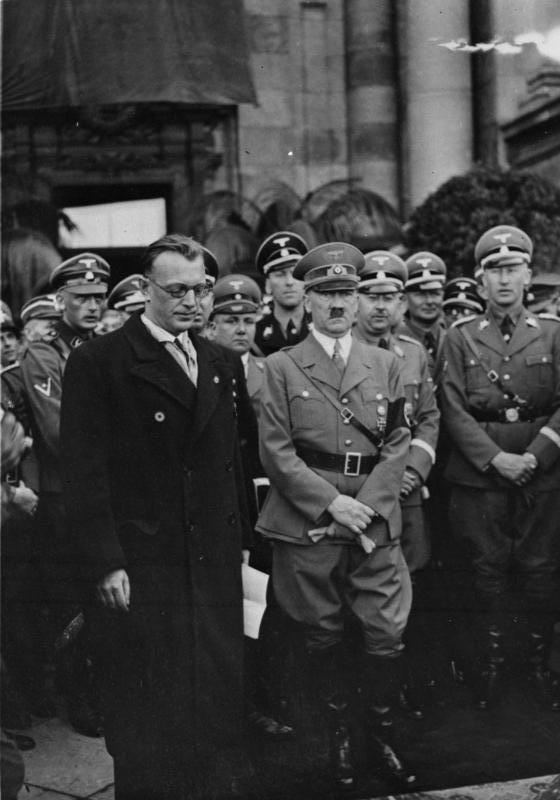
1938年3月14日、ドイツに併合された後のウィーン。ザイス＝インクヴァルト（左）とヒトラー（中央）。

1938年2月26日にシュシュニックは「オーストリアの独立放棄せず」と宣言した。これに反発したオーストリア・ナチ党がドイツとの併合を求めてテロを含めたデモを起こしたが、内相ザイス＝インクヴァルトは取り締まらないようにとオーストリア警察に命令した。
この後、シュシュニックは24歳以上の国民によるドイツとの併合の賛否を問う国民投票を企図した（オーストリアのナチ支持者はほとんど10代か20代前半の若者だったので、その層を投票から排除すれば、併合案は否決されるとシュシュニックは踏んでいた）。シュシュニックはイタリアのベニート・ムッソリーニにこの案の支持を求めたが、ドイツとの関係悪化を恐れるムッソリーニからは賛同は得られなかった。ヒトラーはシュシュニックの国民投票案に激怒し、国防軍最高司令部総長ヴィルヘルム・カイテル大将にオーストリア侵攻計画「オットー計画」の実行準備を開始させた。
3月11日午前2時頃にドイツ軍部隊が国境に出動。オーストリア政府はヒトラーやヘルマン・ゲーリングから国民投票の延期、シュシュニックの首相辞任、ザイス＝インクヴァルトの首相就任、ドイツに秩序維持の援助を求めることを要求された。ドイツ政府の要求を呑まざるを得ず、同日午後7時にシュシュニックは首相を辞任し、ヴィルヘルム・ミクラス大統領は後任としてザイス＝インクヴァルトを首相に任命した。
首相となったザイス＝インクヴァルトはただちにゲーリングからの指示でドイツ軍にオーストリア進駐を要請した。これに応じて、3月12日午前8時からフェードア・フォン・ボック大将指揮下でドイツ軍がオーストリアへ無血進駐を開始した。夜には首都ウィーンにドイツ軍が入った。市民はドイツ軍を熱狂的に歓迎した。
同日、アドルフ・ヒトラーはリンツ市内に進出。ザイス＝インクヴァルトは市の公会堂で出迎えて会談を行った。翌3月13日、ヒトラーはオーストリアを合併する総統令を発出。
また、ザイス＝インクヴァルトもオーストリア国内に向け合併法（第1条で「オーストリアはドイツ国の一州である」と定める）を発布しようとしたが、大統領ミクラスが署名を拒否したため、ザイス＝インクヴァルトの署名だけで合併法が発布された。
3月14日にヒトラーがウィーンへ入り、「ドイツ・オーストリア合併を正式に宣言する総統布告」を発令した。これをもってオーストリアはドイツの邦（州）の一つとなり、4月23日には「オストマルク州」と名付けられた。
なお1938年4月10日にはドイツのオーストリア併合について賛否を問う国民投票（選挙権20歳以上）が実施され、ドイツで99．08%、オーストリアで99.75%の支持票があった。

### オストマルク州国家代理官
ザイス＝インクヴァルトは、そのままオーストリア首相職に代わってオストマルク州国家代理官に就任し、1939年4月30日までこの地位に留まっている。1938年3月15日にはハインリヒ・ヒムラーより名誉隊員として親衛隊に迎え入れられ、親衛隊中将位を与えられた。1941年4月20日に親衛隊大将に昇進している。
ドイツに併合された後、ザイス＝インクヴァルトは早速オーストリアのユダヤ富裕層から財産没収を開始した。ユダヤ系国際財閥ロスチャイルド家・ウィーン分家当主ルイ・ナタニエル・フォン・ロートシルト男爵もこの際に警察に逮捕された。ゲシュタポは保釈金としてオーストリア・ロスチャイルド家が所有する全ての財産と土地を要求し、ルイはこれに応じた。当時「史上最高額の身代金」と呼ばれた。保釈後ルイはアメリカへ亡命し、戦後もウィーンに戻らなかった。そのためザーロモン・マイアー・フォン・ロートシルト以来のウィーン・ロスチャイルド家はこれをもって滅びてしまった。
1938年10月4日から5日にかけて党ウィーン大管区指導者ヨーゼフ・ビュルケルと連携してウィーンで地域的な反ユダヤ主義暴動を組織した。この暴動で2000人のユダヤ人が警察に逮捕された。ユダヤ人にもはやオーストリアに自分の居場所はないことを悟らせ、彼らの国外退去を促すのが目的だった。
オストマルク州国家代理官を退任した後の1939年5月からはヒトラー内閣に無任所相として入閣している。

### 占領地ポーランド副総督
1939年9月1日、ドイツ軍のポーランド侵攻によって第二次世界大戦が開戦した。ポーランドを占領したドイツは占領地の統治機構としてポーランド総督府を設置した。ザイス＝インクヴァルトは、1939年10月12日にポーランド総督府副総督(Vertreter des Generalgouverneurs)に任じられた。
総督ハンス・フランクのもとでポーランドのユダヤ人をゲットーに移送する政策に関与していた。

### 占領地オランダ国家弁務官

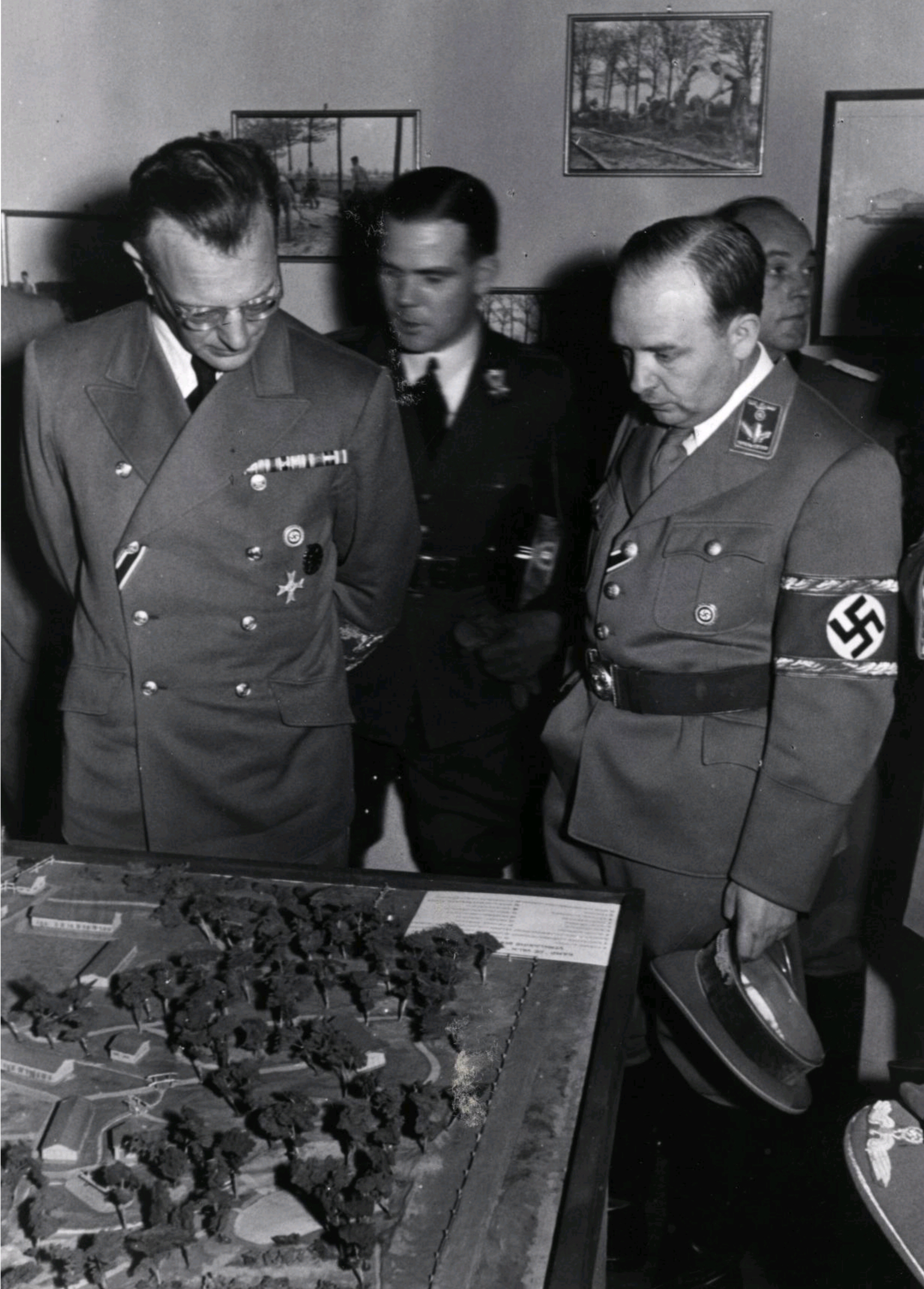
1941年10月11日、ロッテルダムで開催された国家労働奉仕団の展示会を訪れた国家弁務官ザイス＝インクヴァルト(左)と政治・宣伝問題担当弁務官フリッツ・シュミット(右)。

1940年5月15日にオランダ王国がドイツに降伏。同年5月28日にザイス＝インクヴァルトは「占領地オランダ駐在の国家弁務官」に任命され、オランダの民政の全権を握った。
5月29日のオランダ国民に向けた就任演説で彼はこう述べた。「総統の寛容、ならびにドイツ軍将兵の有能さにより、市民生活は速やかな回復を遂げつつある。私はオランダの法律を全てそのまま認めるとともに、全体的な行政がこれまで通り遂行されることを期待する」、「我々ドイツ人がやってきたのは、この地を、この民族を征服するためではない」、「我々は政治的信念を強制するつもりはない」、「ドイツ民族と血縁的に近いオランダ民族が互いに尊敬の念を持って出会うのを邪魔するようなものは何一つとして存在していない」。
オランダはノルウェーのような現地民による傀儡政府は置かれず、国家弁務官ザイス＝インクヴァルトをトップとするドイツ政府占領行政機関（デン・ハーグに置かれた）によって直接に統治された。オランダの女王や首相はドイツ軍侵攻の最中にイギリスへ亡命したが、オランダ官僚機構はそのまま残されており、ドイツ占領行政機関の下に入った。彼らはドイツ人に反抗的ではなく、むしろ従順であった。
占領行政機関はオーストリア・ドイツ人によって固められた。国家弁務官ザイス＝インクヴァルト、行政担当弁務官フリードリヒ・ヴィマー、経済問題担当弁務官ハンス・フィッシュベック、親衛隊及び警察高級指導者ハンス・ラウター親衛隊大将など全員オーストリア出身である。宣伝相ヨーゼフ・ゲッベルスは、オーストリア人はハプスブルク帝国時代に従属民族をたくさん抱えて支配してきたので、従属民族の取り扱いがうまいと評価している。
ザイス＝インクヴァルトは、非ユダヤ系オランダ人についてはオランダとの間に結んだ休戦協定に基づいて取り扱うが、ユダヤ系オランダ人はその対象とはならないと明言した。彼はこう述べている。「我々にとってのユダヤ人は、オランダ人ではない。彼らは、我々が休戦条約を結ぶことも、和解することも不可能な敵である」。ユダヤ人は職場から追放され、ユダヤ人企業が次々と「アーリア化」されていった。オランダ・ユダヤ人が貧乏にされていくのと並行して、親衛隊ではオランダ・ユダヤ人を東部の絶滅収容所へ移送する準備を開始していた。オランダ南部のヘルツェーゲンブッシュ強制収容所とヴェステルボルク通過収容所という二つの収容所がオランダ・ユダヤ人の移送の拠点となった。このうちヘルツォーゲンブッシュ強制収容所はザイス＝インクヴァルトによって創設され、1943年1月に親衛隊経済管理本部に引き渡されている収容所である。
ザイス＝インクヴァルト統治下のオランダは、他のドイツ占領地と比べても特に激しいユダヤ人狩りが行われた。当時オランダで暮らしていたユダヤ人は14万人いたが、そのうち11万以上がオランダ国外の絶滅収容所や強制収容所へと移送されている。そのうち戦後まで生き延びていたのはわずか6000人だったという。『アンネの日記』の著者アンネ・フランクもオランダから移送されて死亡した者の一人である。
またドイツの戦況が悪化するに従って、非ユダヤ系オランダ人に対しても厳しい強制労働が課せられるようになった。オランダ人500万人が強制労働のためにドイツへ移送されている。レジスタンス活動家は即決裁判で処刑され、レジスタンスの関係者がいた市町村も集団罪に問われて処罰された。ザイス＝インクヴァルト統治下で4万1000人のオランダ人が処刑され、5万人のオランダ人が餓死した。
他方、穏健的立場をとることもあり、1943年にユダヤ人配偶者に対して強制的に断種手術を施すことが計画された時、カトリック・プロテスタント両教会の反対を受け入れて中止させている。また後にニュルンベルク裁判の判決でも認められた通り反逆者の処刑を行う親衛隊に射殺人数を減らすよう求めたり、陸軍の焦土作戦の防止に努めたりしていた。
- 1940年6月、オランダの病院に入院中の戦傷者を見舞うザイス＝インクヴァルト。
- 1940年6月、ミデルブルフ市長ヤン・ファン・ヴァルレ・デ・ボーデス（オランダ語版）からミデルブルフ再建計画の説明を受けるザイス＝インクヴァルト。
- 1941年6月9日のドールン（オランダ語版）。ヴィルヘルム2世の葬儀に参列するザイス＝インクヴァルト(最前列左の眼鏡の人物)。
中央の老人はアウグスト・フォン・マッケンゼン元帥。その後列左より、国防軍最高司令部長官代理ヴィルヘルム・カナリス提督、空軍総司令官代理フリードリッヒ・クリスチャンセン航空兵大将(ほぼ隠れている)、陸軍総司令官代理クルト・ハーゼ上級大将、海軍総司令官代理ヘルマン・デンシュ提督。
- 1944年6月、戦死者に花輪をささげるザイス＝インクヴァルト。

### 大戦末期
戦争末期の1945年4月30日に自殺したヒトラーの政治的遺書により、外務大臣に指定された。しかし戦争末期の混乱期の任命であったため、実際に外相の職務を執ったわけではない。大統領に指名されたカール・デーニッツはヒトラーの遺書の閣僚人事を無視し、5月2日にルートヴィヒ・シュヴェリン・フォン・クロージクを首相代行（筆頭閣僚）とする臨時政府（フレンスブルク政府）を発足させ、フォン・クロージクに外相を兼務させている。ただザイス＝インクヴァルトはデーニッツと会合を持ち、ドイツ軍の焦土作戦を中止させるためにデーニッツから5月8日までオランダ国家弁務官に在任することを認められた。
その直後にドイツは連合国に降伏し、Uボートで国外に逃亡しようとしたがカナダ軍に拿捕された。

### ニュルンベルク裁判

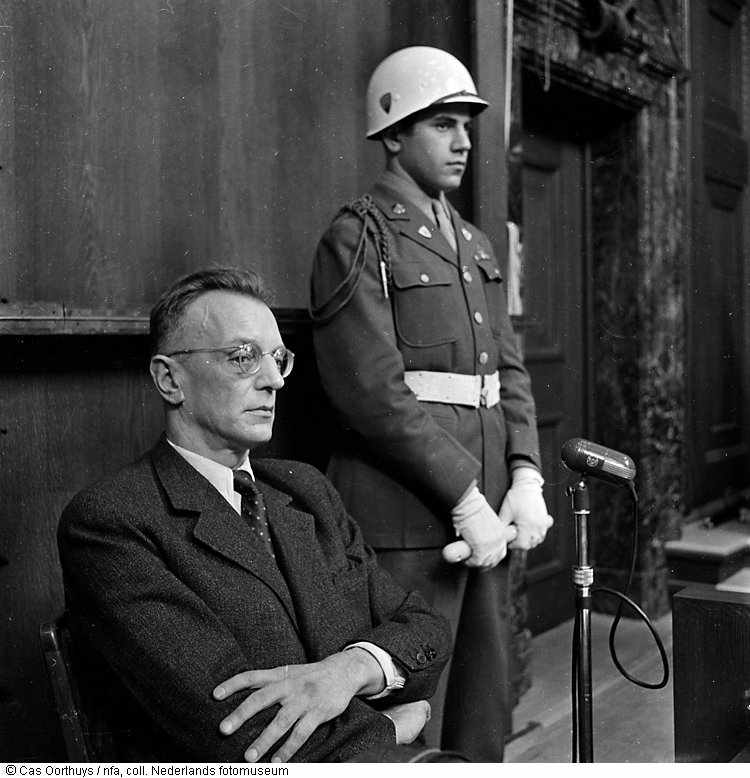
ニュルンベルク裁判でのザイス＝インクヴァルト

戦後、ニュルンベルク裁判において戦犯として起訴されることとなった。ザイス＝インクヴァルトは第一訴因「侵略戦争の共同謀議」、第二訴因「平和に対する罪」、第三訴因「戦争犯罪」、第四訴因「人道に対する罪」とすべての訴因で起訴された。法廷での席は後列右から4番目だった（左隣はフォン・パーペン、右隣はシュペーア）。
1946年6月10日の弁護側尋問でザイス＝インクヴァルトは裁判中、虚言も吐かず、申し開きもしなかった。冷静な口調で淡々と残虐行為を証言するので法廷内の人々は驚いた。すべてを諦めているかのようで、彼の弁護側尋問は反対尋問で検察が照準を定めるのを助けただけだった。彼は死刑も覚悟していたようで、その日の公判の後、別の被告ハンス・フリッチェに「私にとって法廷での言動など重要ではないんだ。なんと言おうと、私のためのロープは、オランダ産の麻でいま作られているはずだからね」と語っていた。他方ザイス＝インクヴァルトは親衛隊はヒムラーの指揮下にあったとして親衛隊の行った行為の責任は自分にはないと主張し、「オランダ治安行政の実権はほとんどが親衛隊にあり、自分は看板のような存在だった」とも証言した。
6月11日にフランス検察官デルファン・ドベネから反対尋問を受けた。このドベネはウィーン大学に留学していた経験があり、皮肉にもその時ザイス＝インクヴァルトと同じ教室で学んでいた。反対尋問でもザイス＝インクヴァルトはオランダの反逆者・サボタージュ煽動者の銃殺は親衛隊の専権事項であり、それらについては自分に権限がないので責任は負えない旨を証言した。またアウシュヴィッツでユダヤ人絶滅作戦が遂行されていたことについては知らなかったと主張した。
判決の日には刑務所医師に対して「来るべき判決は憎悪なくして受けなければなりません」「とにかく憎悪はしません。（ドイツ）再建のためには（憎悪以上に）十分障害があるのですから」と述べている。
1946年10月1日、他の被告人達とともに判決が下された。ザイス＝インクヴァルトの判決は、「オーストリア国家代理官としてオーストリアのユダヤ人の財産没収計画を遂行した。彼の治政下にユダヤ人は移住を強制され、応じない者は強制収容所へ送られた」「オランダ国家弁務官としてドイツの占領政策へのオランダ人の抵抗運動を弾圧するため、呵責なきテロを行使した。この計画を彼自ら『反対者の絶滅』と名付けた」「オランダ人500万人を労働力としてドイツへ移送したが、自発的なものはそのうちほんの一握りにすぎなかった」「ハイドリヒの提案を受け入れて最終解決のためにオランダのユダヤ人12万人から14万人をアウシュヴィッツへ移送した」「証拠資料に基づき、また彼の職務上の地位より考察して、（ユダヤ人絶滅政策を知らなかったという）この主張に信をおくことは不可能である」として、第二訴因「平和に対する罪」、第三訴因「戦争犯罪」、第四訴因「人道に対する罪」の3つで有罪としていた（第一訴因「侵略戦争の共同謀議」は無罪）。一方でザイス＝インクヴァルトの判決文には「陸軍の焦土作戦実行の防止に力を尽くした」「SS幹部に射殺する人数を減らすよう勧告したこともあった」といった肯定的な評価も盛り込まれた。しかし、それは彼のユダヤ人絶滅政策への関与などを免罪するに十分な功績ではなかった。その後に個別に言い渡された量刑判決で彼は絞首刑判決を受けた。
死刑判決を受けた後もザイス＝インクヴァルトは沈着冷静だった。 彼は裁判後に「絞首刑…まあ、全体の状況を考えると、これまでと違う事は予想していなかった。大丈夫だ。」と答えた。 のみならず彼は死刑判決を受けて動揺するフリッツ・ザウケルを「党同志(パルタイゲノッセ)ザウケル」と呼びかけ、励ましたりしていた。

### 処刑
1946年10月16日に入った深夜に死刑囚10人（自殺したゲーリング除く）の死刑が執行された。ザイス＝インクヴァルトは死刑囚の中で最後に処刑された人物であった。
最期の言葉は「この刑執行が、第二次世界大戦の悲劇の最終章であること、そしてこの大戦の教訓がこれから引き出されるよう、諸国民の平和と理解が成就せんことを希望します。私はドイツを信じます」
自殺したゲーリングを含めてカルテンブルンナーら11人の遺体は、アメリカ軍のカメラマンによって撮影された。撮影後、木箱に入れられ、アメリカ軍の軍用トラックでミュンヘン郊外の墓地の火葬場へ運ばれ、そこで焼かれた。遺骨はイーザル川の支流コンヴェンツ川に流された。
彼の下でオランダのファシズム政党オランダ国家社会主義運動(NSB)の党首だったアントン・ミュッセルトも、ハーグで銃殺刑に処せられ、オランダ親衛隊及び警察高級指導者を務めたハンス・ラウターもスヘフェニンゲンで銃殺に処せられた。

## 人物

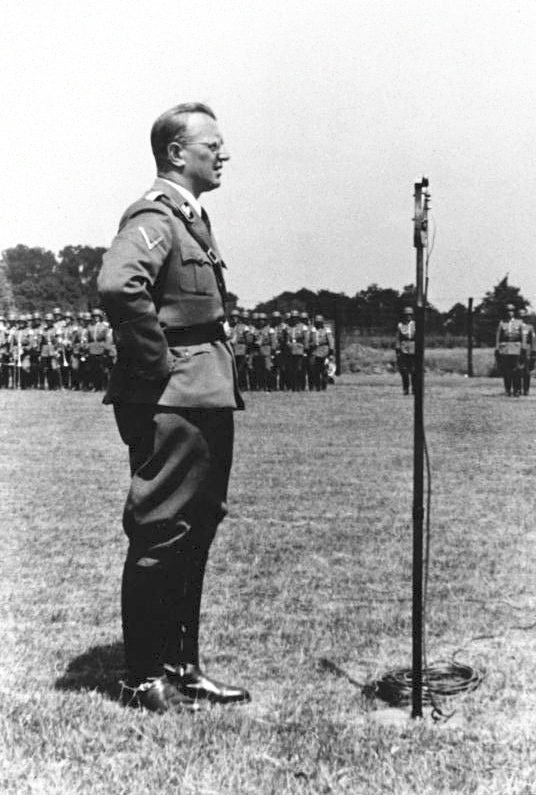
国家弁務官として占領下オランダのデン・ハーグで演説するザイス＝インクヴァルト

- 米軍の拘留記録によると身長は180センチである[50]。

- ニュルンベルク刑務所付心理分析官グスタフ・ギルバート大尉が、開廷前に被告人全員に対して行ったウェクスラー・ベルビュー成人知能検査によると、ザイス＝インクヴァルトの知能指数は141で、調整前の数値は全被告中で一番高かった（年齢に応じた加算調整を行うとヒャルマル・シャハトが143になり、一番となる）[51]。ギルバートは彼のことを「異常に知能が高い人物」と認定した[45]

- 礼儀正しく、几帳面な人柄で過度に穏健なスタイルで知られていた（ヒトラーが彼をオランダ国家弁務官に任じたのはそのためという）[30]。

- 髪の色は薄茶色、顔色は青白かった[42]。

- 登山事故により片足が不自由で足を引きずるように歩いた[42]。

- 時計の収集家だった[52]。

- 愛煙家で死刑の直前にはタバコを愛煙家仲間に上げてくれとニュルンベルク刑務所付医師プフリュッカーに頼んでいる[53]。

- 彼はもともとはカトリックだったが、ナチ党の反教会的な立場から教会を離れている。しかしプフリュッカーによれば彼はニュルンベルク刑務所収監中もカトリック信仰を失ってはいないようだったという[54]。

- ギルバートとの会話の中でドイツ人の民族性について次のように述べた。「南ドイツ人は想像力と感受性が豊かで狂信的になりやすいです。しかし生まれつき人間味がありますから、過激なことは案外やらないんですよ。それに対して北ドイツ人、つまりプロイセン人は想像力が乏しく、民族に関する理論とか政治理論によって抽象的に物事を考えるのは苦手です。その代わりに何かやれと命令されたらその通りにやります。ヒトラーの天賦の才はその南ドイツ人の情緒性と北ドイツ人の権威主義を融合させたのです。」[42]。

- アルベルト・シュペーアは、1946年10月4日の日記の中で死刑判決を受けた被告人全員について簡単な感想を書いたが、ザイス＝インクヴァルトについては特に好意的で「九ヶ月間の被告席で私の右隣に座る。愛想のよいオーストリア人。我々全員のうち最高のIQの持ち主。裁判中彼は私の共感を得たが、それはなんといっても彼が逃げ口上を取らなかったからである」と書いている[55]。

## 栄典
- 名誉十字章
- 黄金党員名誉章
- 1938年3月13日記念メダル
- ダンツィヒ十字章
- 戦功十字章
  - 1級
  - 2級
- 1939年版戦傷章（黒章）